# Jaculus
Jaculus (Erxleben, 1777) è un genere di roditori della famiglia dei Dipodidi comunemente noti come topi o gerboa delle piramidi.

## Descrizione

### Dimensioni
Al genere Jaculus appartengono roditori di piccole dimensioni, con lunghezza della testa e del corpo tra 95 e 160 mm, la lunghezza della coda tra 128 e 250 mm e un peso fino a 134 g.

### Caratteristiche craniche e dentarie
Il cranio é corto e presenta un rostro breve e tozzo, la scatola cranica tondeggiante, le bolle timpaniche rigonfie e le arcate zigomatiche sottili. La mandibola è perforata sul processo angolare. Gli incisivi sono sottili, attraversati da un solco longitudinale e opistodonti, ovvero con le punte rivolte verso la parte interna della bocca, i molari presentano un'ampia rientranza su ogni lato.
Sono caratterizzati dalla seguente formula dentaria:

### Aspetto
L'aspetto è quello di un topo con la testa grande e rotonda e una pelliccia relativamente lunga e setosa. Le parti superiori variano dal giallo-brunastro chiaro al color sabbia scuro, mentre le parti ventrali e una larga banda trasversale su ogni anca sono bianche. Il muso è breve, il naso è appiattito, gli occhi sono grandi e prominenti. Le orecchie sono lunghe e strette. Le zampe anteriori sono corte, mentre quelle posteriori sono allungate, con i tre metatarsi centrali fusi tra loro in un unico osso denominato cannone e terminano con tre dita, la centrale delle quali è la più lunga. Sulla loro superficie ventrale sono presenti dei piccoli cuscinetti carnosi completamente ricoperti di lunghe setole. La coda è molto più lunga della testa e del corpo e termina con un pennacchio scuro con la punta bianca. Le femmine hanno due paia di mammelle addominali e due inguinali.

## Distribuzione
Sono roditori terricoli saltatori diffusi nelle regioni desertiche dell'Africa settentrionale dal Senegal fino all'Egitto e la Somalia a sud, nel Vicino oriente da Israele fino al Pakistan sud-occidentale e in Asia centrale dalle rive sud-orientali del Mar Caspio fino all'Iran meridionale.

## Tassonomia
Il genere comprende 5 specie.
- Jaculus blanfordi
- Jaculus hirtipes
- Jaculus jaculus - topo delle piramidi o gerboa del Deserto
- Jaculus loftusi
- Jaculus orientalis